# 谷口博之

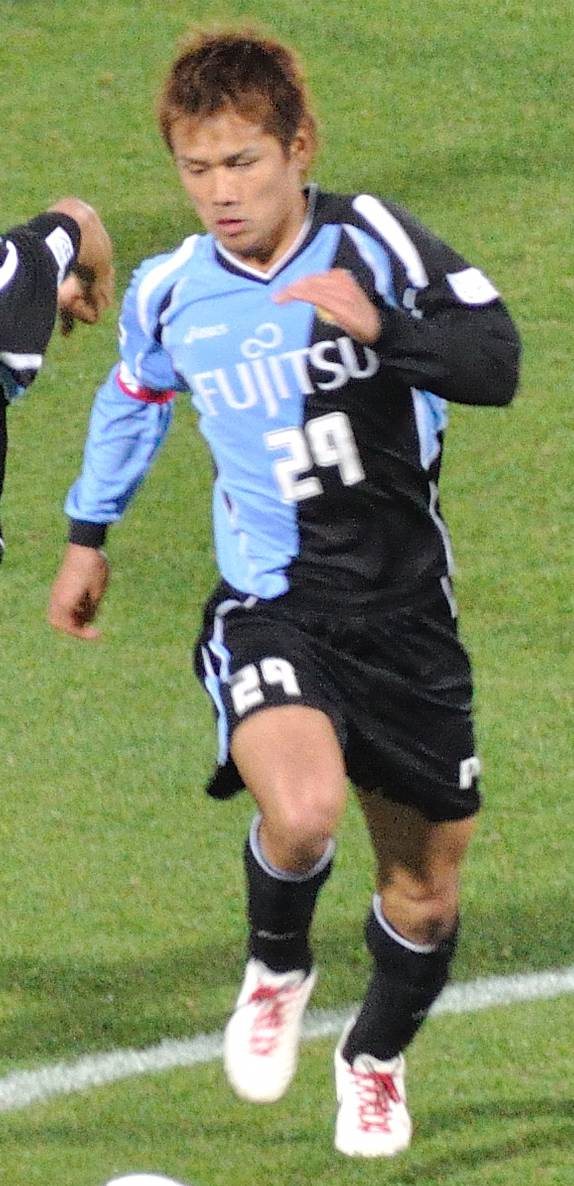
谷口博之

谷口 博之（たにぐち ひろゆき、1985年6月27日 - ）は、神奈川県出身の元プロサッカー選手。ポジションはミッドフィールダー（ボランチ）、ディフェンダー（センターバック）。元日本代表。
妻はCMモデル・女優の松木里菜。

## 来歴
神奈川県横須賀市出身。友人の影響でサッカーを始め、小学生の時に地元のサッカー少年団・鴨居SCに入団した。中学時代を横浜F・マリノスジュニアユース追浜、高校時代を横浜F・マリノスユースで過ごす。当時はキャプテンも務めていたが、トップチームへの昇格には至らず（この年ユースからの昇格は0人だった）、事前にオファーを受けていた当時J2の川崎フロンターレに入団した。
元々は攻撃的な選手だったが入団1年目の2004年はディフェンダーとしてシーズン半ばから起用され、11月23日のヴァンフォーレ甲府戦でヘディングで初得点を挙げる。
2005年、シーズン序盤にボランチとして抜擢され、そのままレギュラーに定着し25試合に出場した。2006年は攻撃面で才能を開花させ、チーム3位の13得点を記録する。チームはリーグ戦を2位で終え、谷口は優秀選手賞に輝き、中村憲剛と共に川崎初のJリーグベストイレブンに選ばれた。また、ナビスコカップでも優れたプレーを見せ「ニューヒーロー賞」を受賞した。
2006年6月に行われたトゥーロン国際大会のU-21日本代表メンバーに選出され、試合に出場した。同年11月のドーハ・アジア大会、対U-23パキスタン代表戦では2ゴールを挙げた。2008年には北京オリンピック日本代表に選出された。年末にはアジア杯予選第1戦イエメン戦（熊本）に向けA代表に初招集された。
川崎では2009年までボランチのポジションを確保していたが、2010年は稲本潤一の加入や横山知伸の台頭により、出場機会が減少した。出場機会を求めて移籍を志願し、2011年にユース時代の古巣となる横浜F・マリノスに完全移籍した。主に小椋祥平とダブルボランチを形成し、出場停止を除くリーグ戦33試合に先発出場した。
2012年、キリンチャレンジカップ・アイスランド戦に向けた日本代表合宿で金園英学・阿部勇樹が負傷離脱したため、追加招集を受けて3年ぶりに代表に復帰した。

しかし、チームでは富澤清太郎と中町公祐の加入や、樋口靖洋監督が攻撃の切り札として起用するようになったこともあり、先発出場が4試合と激減した。紅白戦でも、本職であるボランチではなくFWやトップ下を務める機会が増えていった。
2013年、出場機会を求め柏レイソルへ完全移籍した。しかし、同じボランチに大谷秀和、栗澤僚一、茨田陽生らが居た事や、自身の負傷による離脱もあり、公式戦出場は13試合に留まった。
2014年、サガン鳥栖へ期限付き移籍をした。シーズン序盤はボランチとして先発出場し開幕戦ではゴールも挙げるが、第6節以後は試合終盤の守備固め時でのセンターバックもしくはアンカーとして、もしくは攻撃的布陣を敷く場合に2トップの一角として途中投入される機会が多く見られた。2015年に鳥栖に完全移籍した。2015年9月19日のJ1リーグ2ndステージ第11節・サンフレッチェ広島戦で史上81人目となるJ1通算300試合出場を、2019年3月2日、2019J1リーグ第2節・ヴィッセル神戸戦で史上55人目となるJ1通算350試合出場を達成した。2019年12月7日、現役引退を表明した。
引退後もサガン鳥栖に残り強化部でスカウトを担当していたが2024年いっぱいで退任。2025年からは横浜F・マリノスの強化部に所属している。

## 人物
- 目標とする選手は元アイルランド代表のロイ・キーン[10]。
- 主なポジションはボランチだが、攻撃力を買われて攻撃的MFやFWで出場することもあり、ヘディングの強さを活かして、セットプレー時のターゲットにもなる[1]。柏では、鈴木大輔の負傷もあり、監督であるネルシーニョより、上に強く、ボールを持って組み立て役ができる役割を期待され、3バックのストッパーを務めたこともある[11]。
- 実兄の谷口浩嗣は、横浜光ボクシングジム所属の現役プロボクサー（スーパーフェザー・A級）。
- 2009年4月6日、CMモデル・女優の松木里菜と結婚した[12]。同年8月、第一子となる男児が誕生した[13]。2012年1月24日には、第二子となる女児が誕生した[14]。2013年12月6日に第三子となる女児が誕生した[15]。2018年度、妻子4人が神奈川に引っ越すこととなり、鳥栖での単身赴任の形になる[16]。しかし、2019年、契約更新を機に里菜と話し合い、4人が佐賀に戻り再び一緒に生活することとなった[17]。

## 所属クラブ
ユース経歴
- 鴨居SC（横須賀市立小原台小学校）
- 1998年 - 2000年 横浜F・マリノスジュニアユース追浜 (横須賀市立鴨居中学校)
- 2001年 - 2003年 横浜F・マリノスユース (神奈川県立釜利谷高等学校)

プロ経歴
- 2004年 - 2010年  川崎フロンターレ
- 2011年 - 2012年  横浜F・マリノス
- 2013年 - 2014年  柏レイソル
  - 2014年  サガン鳥栖 (期限付き移籍)
- 2015年 - 2019年  サガン鳥栖

## 個人成績
| 国内大会個人成績 | 国内大会個人成績 | 国内大会個人成績 | 国内大会個人成績 | 国内大会個人成績 | 国内大会個人成績 | 国内大会個人成績 | 国内大会個人成績 | 国内大会個人成績 | 国内大会個人成績 | 国内大会個人成績 | 国内大会個人成績 |
| 年度             | クラブ           | 背番号           | リーグ           | リーグ戦         | リーグ戦         | リーグ杯         | リーグ杯         | オープン杯       | オープン杯       | 期間通算         | 期間通算         |
| 年度             | クラブ           | 背番号           | リーグ           | 出場             | 得点             | 出場             | 得点             | 出場             | 得点             | 出場             | 得点             |
| 日本             | 日本             | 日本             | 日本             | リーグ戦         | リーグ戦         | リーグ杯         | リーグ杯         | 天皇杯           | 天皇杯           | 期間通算         | 期間通算         |
| ---------------- | ---------------- | ---------------- | ---------------- | ---------------- | ---------------- | ---------------- | ---------------- | ---------------- | ---------------- | ---------------- | ---------------- |
| 2004             | 川崎             | 29               | J2               | 11               | 1                | -                | -                | 2                | 0                | 13               | 1                |
| 2005             | 川崎             | 29               | J1               | 25               | 5                | 4                | 1                | 2                | 0                | 31               | 6                |
| 2006             | 川崎             | 29               | J1               | 33               | 13               | 8                | 0                | 1                | 0                | 42               | 13               |
| 2007             | 川崎             | 29               | J1               | 31               | 2                | 5                | 2                | 3                | 0                | 39               | 4                |
| 2008             | 川崎             | 29               | J1               | 31               | 10               | 4                | 0                | 2                | 1                | 37               | 11               |
| 2009             | 川崎             | 29               | J1               | 32               | 8                | 5                | 0                | 4                | 0                | 41               | 8                |
| 2010             | 川崎             | 29               | J1               | 27               | 1                | 4                | 0                | 3                | 0                | 34               | 1                |
| 2011             | 横浜FM           | 29               | J1               | 33               | 2                | 5                | 2                | 5                | 1                | 43               | 5                |
| 2012             | 横浜FM           | 29               | J1               | 25               | 3                | 3                | 0                | 2                | 0                | 30               | 3                |
| 2013             | 柏               | 29               | J1               | 8                | 0                | 1                | 0                | 0                | 0                | 9                | 0                |
| 2014             | 鳥栖             | 29               | J1               | 28               | 2                | 4                | 1                | 1                | 1                | 33               | 4                |
| 2015             | 鳥栖             | 29               | J1               | 33               | 4                | 5                | 0                | 4                | 3                | 42               | 7                |
| 2016             | 鳥栖             | 29               | J1               | 33               | 2                | 5                | 0                | 3                | 0                | 41               | 2                |
| 2017             | 鳥栖             | 29               | J1               | 10               | 0                | 1                | 0                | 0                | 0                | 11               | 0                |
| 2018             | 鳥栖             | 29               | J1               | 0                | 0                | 0                | 0                | 0                | 0                | 0                | 0                |
| 2019             | 鳥栖             | 29               | J1               | 1                | 0                | 1                | 1                | 0                | 0                | 2                | 1                |
| 通算             | 日本             | 日本             | J1               | 350              | 52               | 55               | 7                | 30               | 6                | 435              | 65               |
| 通算             | 日本             | 日本             | J2               | 11               | 1                | -                | -                | 2                | 0                | 13               | 1                |
| 総通算           | 総通算           | 総通算           | 総通算           | 361              | 53               | 55               | 7                | 32               | 6                | 448              | 66               |

| 国際大会個人成績 | 国際大会個人成績 | 国際大会個人成績 | 国際大会個人成績 | 国際大会個人成績 |
| 年度             | クラブ           | 背番号           | 出場             | 得点             |
| AFC              | AFC              | AFC              | ACL              | ACL              |
| ---------------- | ---------------- | ---------------- | ---------------- | ---------------- |
| 2007             | 川崎             | 29               | 7                | 0                |
| 2009             | 川崎             | 29               | 9                | 1                |
| 2010             | 川崎             | 29               | 6                | 2                |
| 2013             | 柏               | 29               | 4                | 0                |
| 通算             | AFC              | AFC              | 26               | 3                |

- Jリーグ初出場 - 2004年7月24日 J2第23節 対水戸ホーリーホック戦 (等々力陸上競技場)
- Jリーグ初得点 - 2004年11月23日 J2第43節 対ヴァンフォーレ甲府戦 (等々力陸上競技場)
- J1初得点 - 2005年4月13日 J1第5節 対ヴィッセル神戸戦 (神戸総合運動公園ユニバー記念競技場)

## 個人タイトル
- 2006年 - Jリーグアウォーズ・優秀選手賞、Jリーグベストイレブン
- 2006年 - ヤマザキナビスコカップ・ニューヒーロー賞

## 代表歴
- 2006年 - ドーハ・アジア大会
- 2007年 - 北京オリンピックアジア二次予選
- 2008年 - 北京オリンピック
- 2009年 - アジアカップ予選
- 2012年 - 日本代表（キリンチャレンジカップ）